# Phrynium grandibracteatum
Phrynium grandibracteatum är en strimbladsväxtart som beskrevs av Clausager och Finn Borchsenius. Phrynium grandibracteatum ingår i släktet Phrynium och familjen strimbladsväxter. Inga underarter finns listade.